# Bruntridactylus brunneri
Bruntridactylus brunneri is een rechtvleugelig insect uit de familie Tridactylidae. De wetenschappelijke naam van deze soort is voor het eerst geldig gepubliceerd in 1896 door Saussure.